# Meine Frau, meine Freunde und ich
Meine Frau, meine Freunde und ich (Soția mea, prietenii mei și eu) este un film german, dramă, din 2004, în regia lui Detlef Bothe.

## Acțiune
Richard, actor la un daily soap, organizează o petrece la el acasă ca să-și înveselească prietena, Katja, în ultimul timp depresivă. Petrecerea are loc cu ocazia zilei ei de naștere: Katja împlinește 35 de ani. Printre invitați se află autorul Oskar, care începe un flirt cu Katja. Richard, gelos, are, după plecarea oaspeților, o ceartă cu Katja și face greșeala de a-și lovi prietena. A doua zi, Richard află în studioul de filmări că este concediat. Între timp, prietena lor comună, Corinna, o sfătuiește pe Katja să schimbe broasca de la ușă și să-l denunțe pe Richard pentru încercare de viol. Acum, Richard, pe lângă că și-a pierdut slujba, nu este lăsat în casă și a ajuns să fie urmărit penal. Seara, ascuns printre boscheții din parc, observă că, în absența lui, Oskar o vizitează pe Katja, cu care are o relație. Negăsind de lucru și fiind respins de Katja, Richard ajunge paralizat în spital. Între timp, Katja descoperă că ea a fost numai o aventură pentru Oskar, care are o prietenă. Filmul se încheie cu întâlnirea dintre Katja și Richard, paralizat și șezând într-un scaun cu rotile.

## Distribuție
- Richard: 	Detlef Bothe
- Katja: 	Catherine Flemming
- Oskar: 	Oliver Korittke
- Corinna: 	Gabrielle Scharnitzky
- George: 	Dominic Raacke
- Bruno: 	Jürgen Tarrach
- Wilfried: 	Steffen Wink